# Peltzmann Gergely
Peltzmann Gergely, Pelczmann (Veszprém, 1794. augusztus 10. – Pest, 1870. november 11.) Szent Ferenc-rendi szerzetes.

## Élete
Tanult szülővárosában, Veszprémben és Győrött. 1815-ben a Szent Ferenc-rendbe lépett, a teológiát Nagyszombatban és Pozsonyban végezte. 1821-ben Esztergomban fölszentelték. Hitszónok volt Érsekújvárt, Kismartonban, Németújvárt, Pápán, Esztergomban, Fejérvárt és Pesten, ez utóbbi helyen 25 évig. Azután Simontornyán lett plébános-helyettes, iskolai igazgató és zárdafőnök. Érdemeinek elismeréséül a szent Ferenc-rendnek Rómában székelő generálisa őt 1857. szeptember 19-én «Praedicator generalis» címmel díszítette fel. Végül mint pesti zárdafőnök-helyettes hunyt el 1870-ben.
Nevét Pelczmann-nak is írták.

## Munkái
- Lelki Kalauz. Oktató imakönyv keresztyén kath. hívek házi és templomi használatára. Pest, 1850. Egy képpel. (2. jav. és bőv. kiadás. Uo. 1854., 3. k. Uo. 1857. Németül. Uo. 1850., 2. bőv. k. Uo. 1853. Három rézm., 3. k. Hat rézm. Uo. 1856)
- Marianischer Blumenkranz zur Beförderung der Verehrung Mariä. Pest, 1856. Hat aczélmetszet. (Magyarul: Mária virágkoszorúja ... Uo. 1862)
- Manuale Sacerdotum pro visitatione et provisione infirmorum, item supplico afficiendorum, nec non sepultura mortuorum. Uo. 1863 (négy nyelven)
- Mennyei kegyelemvirágok, az ifjúság templomi és házi ájtatosságának nevelésére. Uo. 1863 (Németül. Uo. 1863)